# Campeonato de Futsal de Concacaf
El Campeonato de Fútsal de Concacaf es un torneo de selecciones masculinas de fútbol sala de la  Concacaf, que define a cuatro clasificados para Copa Mundial de Futsal de la FIFA. La primera edición fue en el año 1996.

## Historia
Conocido originalmente por nombres tales como fútbol de salón, fútbol sala o fútbol cinco, el fútsal es esencialmente un juego que se juega en recintos interiores, que muchos denotan que tuvo un principio formal en Uruguay en 1930. Mientras que en Sudamérica se había estado conduciendo un campeonato continental desde 1964, el primer campeonato mundial no tuvo lugar sino hasta 1982 en Brasil, y la primera Copa Mundial reconocida por la FIFA vino siete años más adelante. El Fútsal, como se le conoce hoy, fue adoptado oficialmente por FIFA en 1992.
Canadá y Estados Unidos representaron a Concacaf en la Copa Mundial inaugural (1989); Estados Unidos volvió tres años más tarde junto con Costa Rica en la segunda (1992).

## Campeonatos
| Año          | Sede       | Campeón        | Final Resultado | Subcampeón     | Tercer lugar   | Resultado | Cuarto lugar |
| ------------ | ---------- | -------------- | --------------- | -------------- | -------------- | --------- | ------------ |
| 1996 Detalle | Guatemala  | Estados Unidos | 7:3             | Cuba           | México         | 3:1       | Guatemala    |
| 2000 Detalle | Costa Rica | Costa Rica     | 2:0             | Cuba           | Estados Unidos | 5:1       | México       |
| 2004 Detalle | Costa Rica | Estados Unidos | 2:0             | Cuba           | Costa Rica     | 12:5      | México       |
| 2008 Detalle | Guatemala  | Guatemala      | 3:3 (5:3) (pen) | Cuba           | Estados Unidos | 7:1       | Panamá       |
| 2012 Detalle | Guatemala  | Costa Rica     | 3:2             | Guatemala      | Panamá         | 6:4 (t.e) | México       |
| 2016 Detalle | Costa Rica | Costa Rica     | 4:0             | Panamá         | Guatemala      | 3:2       | Cuba         |
| 2021 Detalle | Guatemala  | Costa Rica     | 3:2             | Estados Unidos | Guatemala      | 3:2 (t.e) | Panamá       |
| 2024 Detalle | Nicaragua  | Panamá         | 4-3             | Cuba           | Guatemala      | 3:0       | Costa Rica   |

## Palmarés
En cursiva, se indica el torneo en que el equipo fue local.
| Equipo         | Campeón                    | Subcampeón                       | Tercer lugar         | Cuarto lugar         |  |
| -------------- | -------------------------- | -------------------------------- | -------------------- | -------------------- |  |
| Costa Rica     | 4 (2000, 2012, 2016, 2021) |                                  | 1 (2004)             | 1 (2024)             |  |
| Estados Unidos | 2 (1996, 2004)             | 1 (2021)                         | 2 (2000, 2008)       |                      |  |
| Guatemala      | 1 (2008)                   | 1 (2012)                         | 3 (2016, 2021, 2024) | 1 (1996)             |  |
| Panamá         | 1 (2024)                   | 1 (2016)                         | 1 (2012)             | 2 (2008, 2021)       |  |
| Cuba           |                            | 5 (1996, 2000, 2004, 2008, 2024) |                      | 1 (2016)             |  |
| México         |                            |                                  | 1 (1996)             | 3 (2000, 2004, 2012) |  |

## Clasificación a la Copa Mundial de Fútbol Sala por país
En cursiva, se indica el torneo en que el equipo fue local.
| País           | N.º | Mundiales                          |
| -------------- | --- | ---------------------------------- |
| Costa Rica     | 6   | 1992, 2000, 2012, 2016, 2021, 2024 |
| Cuba           | 6   | 1996, 2000, 2004, 2008, 2016, 2024 |
| Estados Unidos | 6   | 1989, 1992, 1996, 2004, 2008, 2021 |
| Guatemala      | 6   | 2000, 2008, 2012, 2016, 2021, 2024 |
| Panamá         | 4   | 2012, 2016, 2021, 2024             |
| Canadá         | 1   | 1989                               |
| México         | 1   | 2012                               |

| Selección / Mundial | 1989  | 1992  | 1996  | 2000  | 2004 | 2008 | 2012 | 2016 | 2021 | 2024 | Total |
| ------------------- | ----- | ----- | ----- | ----- | ---- | ---- | ---- | ---- | ---- | ---- | ----- |
| Costa Rica          | No-SP | IN    | No    | Si    | No   | No   | Si   | Si   | Si   | Si   | 6     |
| Cuba                | No-SP | No-SP | Si    | Si    | Si   | Si   | No   | Si   | No   | Si   | 6     |
| Estados Unidos      | IN    | IN    | Si    | No    | Si   | Si   | No   | No   | Si   | No   | 6     |
| Guatemala           | No-SP | No-SP | No    | Si-AN | No   | Si   | Si   | Si   | Si   | Si   | 6     |
| Panamá              | No-SP | No-SP | No-SP | No-SP | No   | No   | Si   | Si   | Si   | Si   | 4     |
| Canadá              | IN    | No-SP | No-SP | No    | No   | No   | No   | No   | No   | No   | 1     |
| México              | No-SP | No-SP | No    | No    | No   | No   | Si   | No   | No   | No   | 1     |

## Clasificación general
- Actualizado a la edición 2024.

| Pos. | Equipo                 | Parts. | PJ | PG | PE | PP | GF  | GC  | DG   | Pts. |
| ---- | ---------------------- | ------ | -- | -- | -- | -- | --- | --- | ---- | ---- |
| 1    | Costa Rica             | 8      | 36 | 29 | 3  | 4  | 184 | 73  | +111 | 90   |
| 2    | Estados Unidos         | 7      | 32 | 18 | 6  | 8  | 115 | 68  | +47  | 60   |
| 3    | Guatemala              | 6      | 30 | 17 | 6  | 7  | 109 | 90  | +19  | 57   |
| 4    | Panamá                 | 6      | 29 | 16 | 4  | 9  | 116 | 89  | +27  | 52   |
| 5    | Cuba                   | 8      | 36 | 14 | 8  | 14 | 130 | 106 | +24  | 50   |
| 6    | México                 | 8      | 31 | 13 | 3  | 15 | 125 | 119 | +6   | 42   |
| 7    | Canadá                 | 4      | 13 | 3  | 2  | 8  | 45  | 58  | −13  | 11   |
| 8    | República Dominicana   | 2      | 7  | 3  | 0  | 4  | 32  | 24  | +8   | 9    |
| 9    | Surinam                | 4      | 12 | 3  | 0  | 9  | 43  | 85  | −42  | 9    |
| 10   | El Salvador            | 2      | 6  | 2  | 2  | 2  | 16  | 17  | −1   | 8    |
| 11   | Nicaragua              | 3      | 9  | 1  | 1  | 7  | 23  | 54  | −31  | 4    |
| 12   | Antillas Neerlandesas  | 1      | 3  | 1  | 0  | 2  | 5   | 11  | −6   | 3    |
| 13   | Trinidad y Tobago      | 4      | 11 | 1  | 0  | 10 | 30  | 70  | −40  | 3    |
| 14   | Curazao                | 1      | 3  | 0  | 1  | 2  | 8   | 14  | −6   | 1    |
| 15   | Puerto Rico            | 1      | 3  | 0  | 0  | 3  | 2   | 13  | −11  | 0    |
| 16   | Honduras               | 1      | 3  | 0  | 0  | 3  | 8   | 23  | −15  | 0    |
| 17   | San Cristóbal y Nieves | 1      | 3  | 0  | 0  | 3  | 5   | 22  | −17  | 0    |
| 18   | Guyana                 | 1      | 3  | 0  | 0  | 3  | 6   | 24  | −18  | 0    |
| 19   | Haití                  | 3      | 8  | 0  | 0  | 8  | 12  | 54  | −42  | 0    |

## Desempeño
| Equipo                 | 1996 (6) | 2000 (8) | 2004 (8) | 2008 (8) | 2012 (8) | 2016 (8) | 2021 (13) | 2024 (12) | Años |
| ---------------------- | -------- | -------- | -------- | -------- | -------- | -------- | --------- | --------- | ---- |
| Canadá                 | •        | •        | •        | •        | R1       | R1       | QF        | QF        | 4    |
| Costa Rica             | R1       | 1º       | 3º       | R1       | 1º       | 1º       | 1º        | 4º        | 8    |
| Cuba                   | 2º       | 2º       | 2º       | 2º       | R1       | 4º       | R1        | 2º        | 8    |
| Curazao                |          |          |          |          | •        | R1       | •         | •         | 1    |
| República Dominicana   | •        | •        | •        | •        | •        | •        | QF        | QF        | 2    |
| El Salvador            | R1       | •        | •        | •        | •        | •        | QF        | •         | 2    |
| Guatemala              | 4º       | •        | •        | 1º       | 2º       | 3º       | 3º        | 3º        | 6    |
| Guyana                 | •        | •        | R1       | •        | •        | •        | •         | •         | 1    |
| Haití                  | •        | •        | •        | R1       | •        | •        | R1        | R1        | 3    |
| Honduras               | •        | •        | •        | •        | •        | R1       | •         | •         | 1    |
| México                 | 3º       | 4º       | 4º       | R1       | 4º       | R1       | R1        | QF        | 8    |
| Antillas Neerlandesas  | •        | R1       | •        | •        |          |          |           |           | 1    |
| Nicaragua              | •        | R1       | •        | •        | •        | •        | R1        | R1        | 3    |
| Panamá                 | •        | •        | R1       | 4º       | 3º       | 2º       | 4º        | 1º        | 6    |
| Puerto Rico            | •        | R1       | •        | •        | •        | •        | •         | •         | 1    |
| San Cristóbal y Nieves | •        | •        | •        | •        | R1       | •        | •         | •         | 1    |
| Surinam                | •        | R1       | R1       | •        | •        | •        | QF        | R1        | 4    |
| Trinidad y Tobago      | •        | •        | R1       | R1       | •        | •        | R1        | R1        | 4    |
| Estados Unidos         | 1º       | 3º       | 1º       | 3º       | R1       | •        | 2º        | QF        | 7    |

### Simbología
| - 1º – Campeón - 2º – Finalista - 3º – 3º Lugar - 4º – 4º Lugar - QF – Cuartos de final | - R1 – Primera ronda - Q – Clasificado - • – No participó / Se retiró - – Anfitrión - – No era miembro CONCACAF |

## Desempeño en mundiales
| Equipo         | 1989 | 1992 | 1996 | 2000 | 2004 | 2008 | 2012 | 2016 | 2021 | 2024 | Total |
| -------------- | ---- | ---- | ---- | ---- | ---- | ---- | ---- | ---- | ---- | ---- | ----- |
| Canadá         | R1   |      |      |      |      |      |      |      |      |      | 1     |
| Costa Rica     |      | R1   |      | R1   |      |      | R1   | R2   | R1   | R2   | 6     |
| Cuba           |      |      | R1   | R1   | R1   | R1   |      | R1   |      | R1   | 6     |
| Guatemala      |      |      |      | R1   |      | R1   | R1   | R1   | R1   | R1   | 6     |
| México         |      |      |      |      |      |      | R1   |      |      |      | 1     |
| Panamá         |      |      |      |      |      |      | R2   | R1   | R1   | R1   | 4     |
| Estados Unidos | 3º   | 2º   | R1   |      | R2   | R1   |      |      | R1   |      | 6     |

### Simbología
| - 1º – Campeón - 2º – Finalista - 3º – 3º Lugar - 4º – 4º Lugar - QF – Cuartos de final | - R2 — Segunda ronda - R1 — Primera ronda - — Anfitrión - q — Clasificado |